# Andrés Segovia
Andrés Segovia Torres, I marqués de Salobreña (Linares, 21 de febrero de 1893-Madrid, 2 de junio de 1987), fue un guitarrista clásico español. Muchos de los actuales guitarristas clásicos profesionales han sido discípulos de Andrés Segovia o de sus discípulos.

## Biografía

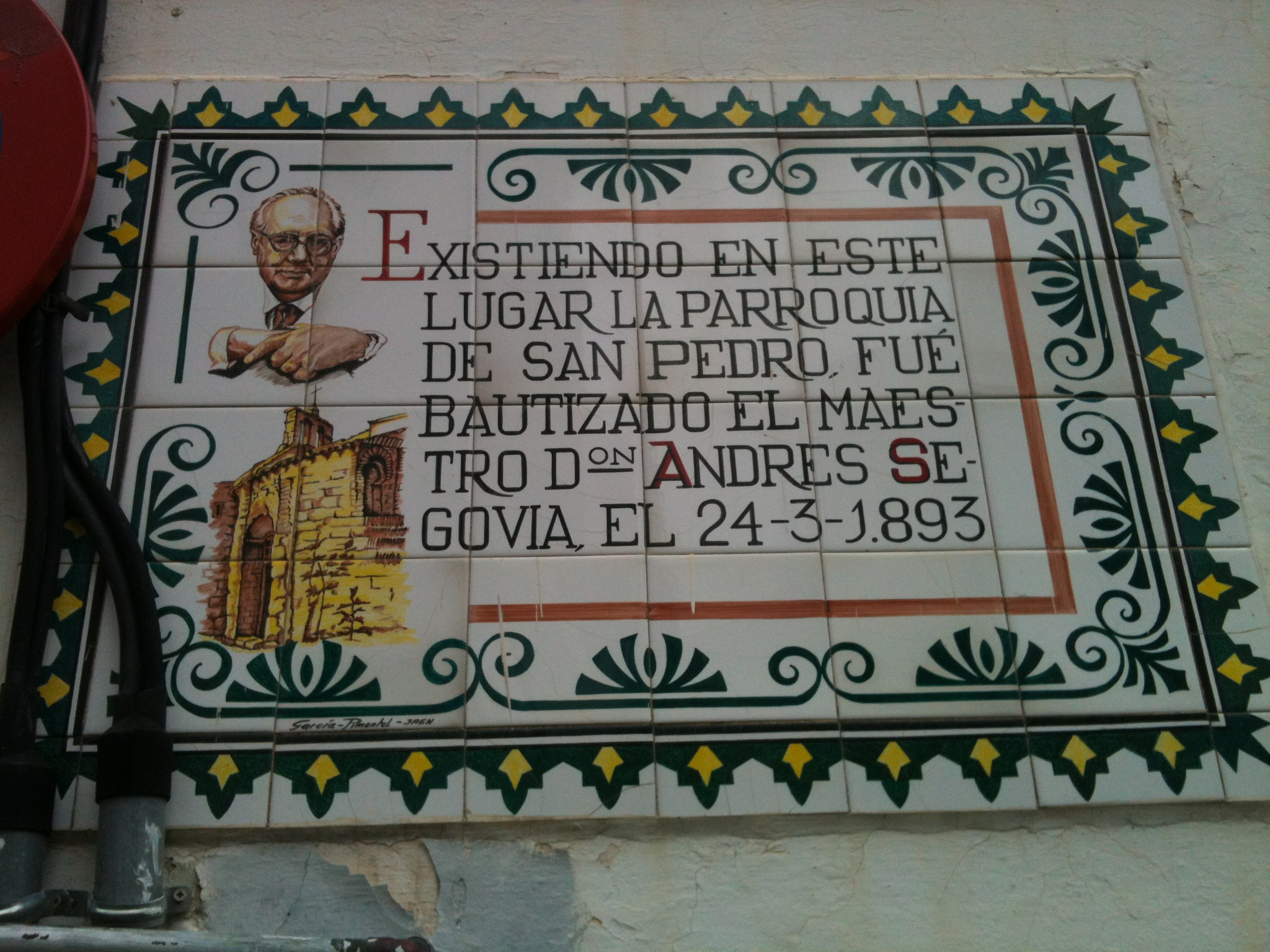
Azulejo en recuerdo del bautizo del guitarrista Andrés Segovia en la ciudad de Jaén.

Conoció la guitarra desde niño, probablemente en la localidad jienense de Villacarrillo, próxima a la ciudad de Linares, donde nació pero que abandonó muy pronto y a la que no regresó hasta la década de 1950. Fue bautizado en Jaén, y a una edad indeterminada se trasladó a Villacarrillo. Posteriormente marchó a estudiar guitarra a Granada. Es posible, si bien esto no puede afirmarse con seguridad a falta de más datos, que su primera incursión en el mundo de la guitarra viniera de la mano del flamenco. Sin embargo, muy pronto, desde su temprana adolescencia, optó por explorar otras posibilidades por formarse como autodidacta en la tradición de la guitarra española clásica.
Realizó su primera aparición pública en Granada a los catorce años y, con pocos más, ofreció en Madrid su primer concierto, en el que interpretó, entre otras piezas, transcripciones para guitarra de Francisco Tárrega. 
Sabiendo que los concertistas de piano en ocasiones alquilan el instrumento, y deseoso de encontrar un instrumento que se ajustara a sus propósitos, acudió en Madrid para dar ese concierto al establecimiento del constructor de guitarras Manuel Ramírez, con intención de proponerle al dueño que le alquilara un instrumento. Después de probarlo y de ensayar durante un tiempo la música que había preparado para el recital, el asombrado y visionario Ramírez le obsequió la guitarra elegida como muestra de su admiración.

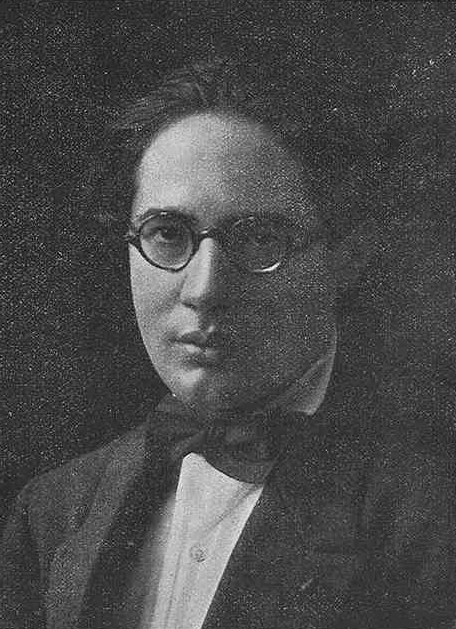
Andrés Segovia hacia 1916

A la vez que progresaba en su carrera y ofrecía recitales para audiencias cada vez mayores, descubrió que las guitarras existentes no producían el volumen suficiente como para llegar al público en grandes salas de conciertos. Esto le animó a buscar entre los avances tecnológicos para intentar mejorar la amplificación natural de la guitarra.
Trabajando conjuntamente con los fabricantes, ayudó a diseñar lo que conocemos hoy en día como guitarra clásica, realizada con una madera de más calidad y con cuerda de nailon. La forma de la guitarra se modificó también para mejorar la acústica.
Realizó aportes a la técnica del instrumento, como tañer las cuerdas, a la vez, con la uña y la yema de los dedos de la mano derecha y colocar ésta en posición vertical con respecto a las cuerdas, con lo que se incrementa la fuerza al tocarlas y como resultado se incrementa el volumen de la guitarra que es un instrumento un poco limitado en este aspecto.
Tras realizar sus primeras giras mundiales en Europa y América en la década de 1920, autores como el británico Cyril Scott, el italiano Mario Castelnuovo-Tedesco, el brasileño Heitor Villa-Lobos y el español Federico Moreno Torroba empezaron a componer piezas especialmente para él; asimismo, el compositor mexicano Manuel M. Ponce realizó una copiosa producción de obras para la guitarra sola y orquesta dedicadas a este insigne guitarrista. Segovia transcribió también muchas piezas clásicas, incluido el repertorio vihuelístico del Renacimiento y el repertorio laudístico del Barroco.
Desatada la Guerra Civil Española, Segovia decide abandonar España y fijar su residencia en Montevideo, entre 1937 y 1946. Posteriormente residió en Nueva York y, a comienzos de la década de 1950, regresó a España estableciéndose en Madrid, ciudad en la que residió hasta su fallecimiento en 1987.

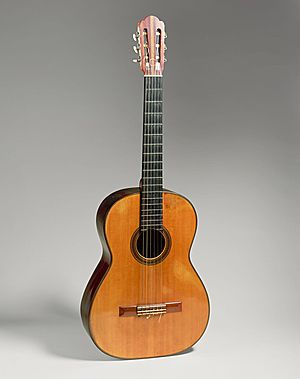
Guitarra de Andrés Segovia, obra del fabricante de guitarras Manuel Ramírez, depositada en el Museo Metropolitano de Arte.

Durante la década de 1950 Segovia impartió regularmente clases en la Academia Chigiana de Siena, y luego, durante la década de 1960, en Santiago de Compostela. Posteriormente lo haría en prestigiosas universidades de todo el mundo, como la Universidad de California. Entre los discípulos de Segovia se encuentra guitarristas como Abel Carlevaro, John Williams, Oscar Ghiglia, Alirio Díaz o Christopher Parkening.

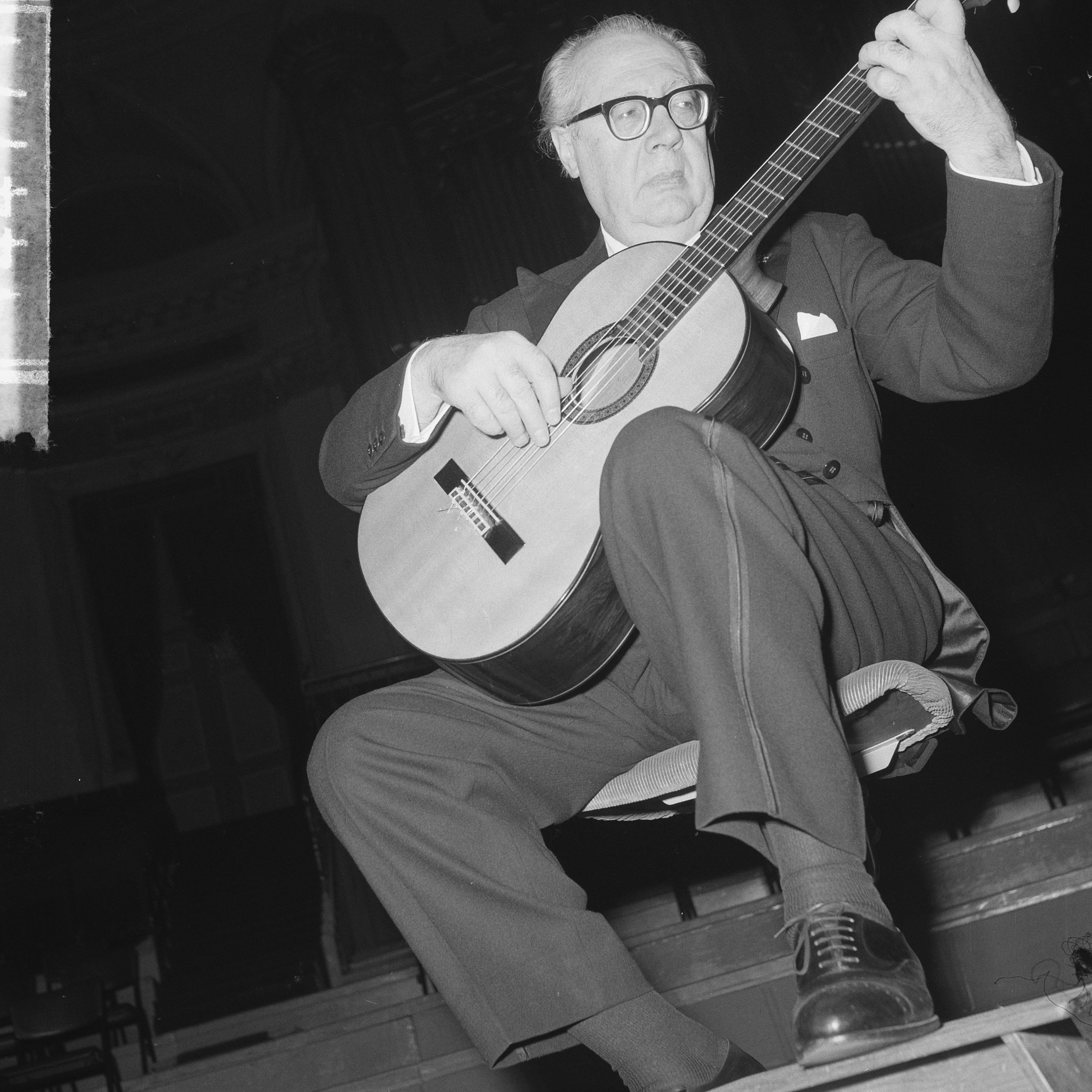
Andrés Segovia tocando la guitarra en 1962

En 1962, el museo de Andrés Segovia, donde yace su legado, en Linares, construido en el siglo XVII, fue declarado Monumento Histórico-Artístico.[cita requerida]
En 1970, fue nombrado, en presencia de los reyes de España, académico de la Real Academia de Bellas Artes de Nuestra Señora de las Angustias de Granada. En reconocimiento de su contribución a la música y las artes, Segovia fue ennoblecido el 24 de junio de 1981 por el rey Juan Carlos I, quien lo nombró primer marqués de Salobreña.
Andrés Segovia murió en Madrid el 2 de junio de 1987 a causa de una insuficiencia respiratoria a la edad de 94 años. Contrajo matrimonio tres veces: con Adelaida Portillo, Paquita Madriguera (una discípula de Granados) y Emilia Corral Sancho. Y tuvo cuatro hijos: el pintor Andrés Segovia Portillo, Leonardo Segovia Portillo (que murió siendo niño), Beatriz Segovia Madriguera y el filósofo e historiador Carlos A. Segovia.
Fue enterrado inicialmente en el cementerio de San Isidro. Siguiendo sus deseos, el 4 de julio del 2002 sus restos fueron trasladados a la Casa Museo Andrés Segovia de Linares, que alberga además un gran registro histórico y documental de la vida y obra del músico.

## Reconocimientos

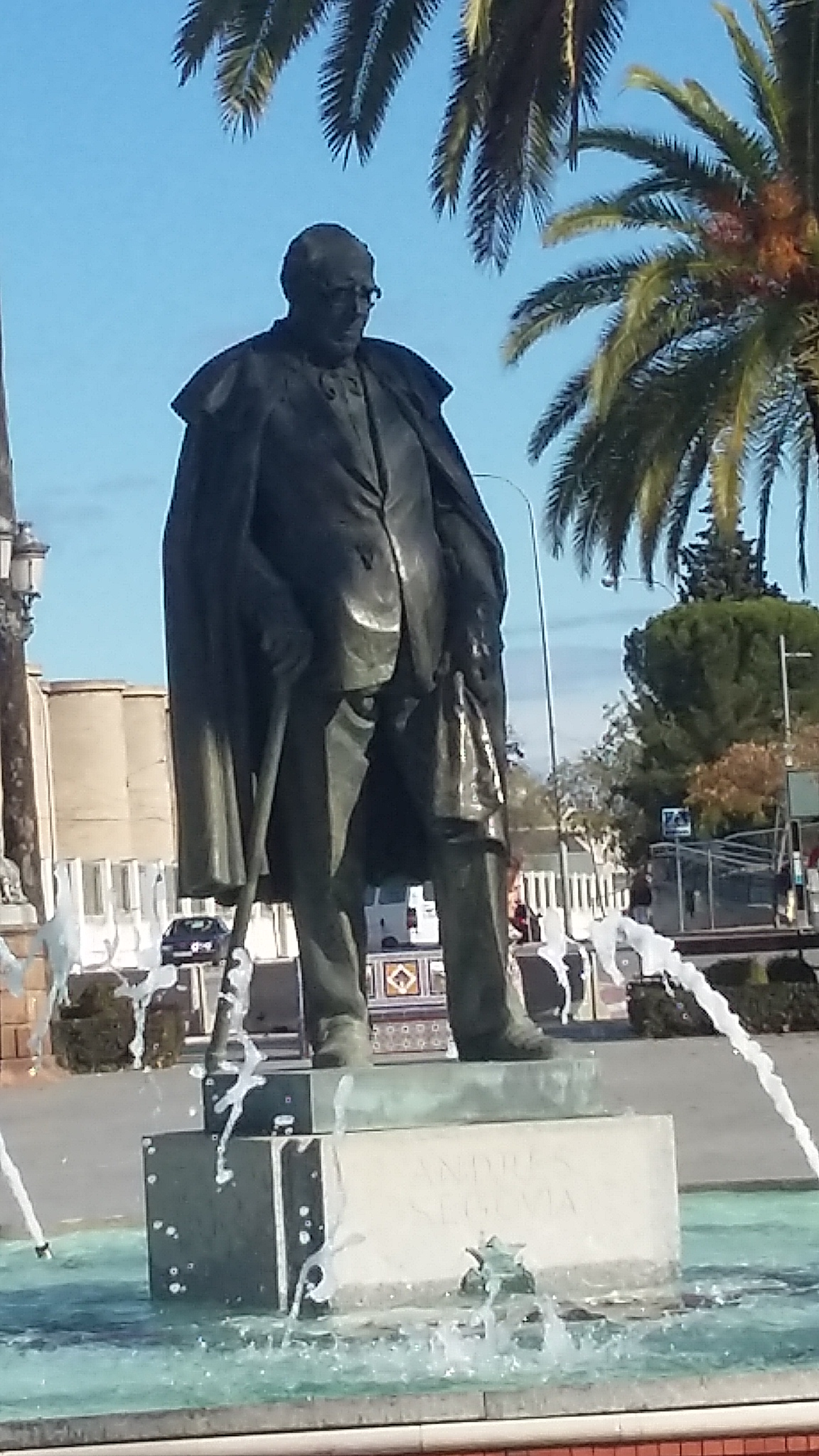
Escultura de Andrés Segovia, en Linares, su ciudad natal

La figura de Andrés Segovia, en posesión de diversos premios y doctorados «honoris causa» en varias universidades, como continuador en la historia de los instrumentos musicales de la línea melódica de la vihuela, ha sido reconocida como una de las más determinantes contribuciones a que la guitarra dejara de ser considerada como un instrumento meramente popular y desarrollara su personalidad como instrumento solista de concierto. En la ciudad de Granada tiene con su nombre una calle en el barrio Zaidín-Vergeles y una parada del Metropolitano de la propia ciudad.

## Discografía
- Plays J.S. Bach
- Albeniz and Granados, Music of/Guitar Recital
- Andrés Segovia Concert, An
- Andrés Segovia Program, An
- Evening with Segovia, An
- Masters of the Guitar
- Five Pieces from 'Platero and I'
- Castles of Spain
- Music for the Guitar.[5]

## Composiciones
- Estudio en mi mayor (1921)
- Estudio para Deli (1938)
- Estudio sin luz (1954)
- Estudio-Vals (1960)
- Recordando a Deli - Estudio para sus deditos inteligentes (1960)
- Impromptu
- Estudios ("Daily Studies"):
  - I. Oraciòn
  - II. Remembranza
- Two Pieces:
  - I. Estudio
  - II. Humorada (compuesta por Paquita Madriguera)
- Preludios
  - Preludio n. 1
  - Preludio n. 2 - Fatiga
  - Preludio n. 3 - Leòn
  - Preludio n. 4
  - Preludio n. 5 - Preludio a Deli
  - Preludio n. 6 - Preludio en si menor (1959)
  - Preludio n. 7 - Preludio madrileño (1936)
  - Preludio n. 8 - Preludio sobre un tema de Aparicio Méndez (1962)
  - Preludio n. 9
  - Preludio n. 10
  - Preludio n. 11 - Vara (1950)
- 3 Preludios
- Prelude in Chords
- Preludio (a Vladimir Bobri)
- Veintitrés canciones populares de distintos paìses (1941):
  - 1 - Inglesa
  - 2 - Escocesa
  - 3 - Irlandesa
  - 4 - Rusa
  - 5 - Rusa
  - 6 - Tscheca
  - 7 - Polaca
  - 8 - Polaca
  - 9 - Finlandesa
  - 10 - Finlandesa
  - 11 - Serbia
  - 12 - Serbia
  - 13 - Croata
  - 14 - Croata
  - 15 - Eslovania
  - 16 - Sueca
  - 17 - Bretona
  - 18 - Vasca
  - 19 - Catalana
  - 20 - Catalana
  - 21 - Catalana
  - 22 - Francesa
  - 23 - Catalana
- 5 Anécdotas:
  - 1. Allegretto
  - 2. Allegro moderato con grazia
  - 3. Lento malinconico
  - 4. Molto tranquillo
  - 5. Allegretto vivo
- Neblina
- Macarena
- Fandango de la madrugada (1945)
- For Carl Sandburg
- Tonadilla
- Allegro (Para Doña Paz Armesto di Quiroga)
- Four Easy Lessons
- Lessons Nos. 11 & 12
- Divertimento (para dos guitarras)

## Discípulos
Entre sus discípulos pueden citarse a Abel Carlevaro, John Williams, Julian Bream, Oscar Ghiglia, Christopher Parkening, Alirio Díaz, José Luis González Juliá, Stefano Grondona y Antonio Membrado.[cita requerida]